# Mankivți, Bar
Mankivți (în ucraineană Маньківці) este localitatea de reședință a comunei Mankivți din raionul Bar, regiunea Vinnița, Ucraina.

## Demografie
Componența lingvistică a localității Mankivți
     Ucraineană (98,81%)
     Rusă (1,01%)
     Alte limbi (0,18%)
Conform recensământului din 2001, majoritatea populației localității Mankivți era vorbitoare de ucraineană (98,81%), existând în minoritate și vorbitori de rusă (1,01%).